# Almazbek Atambajev
Almazbek Sarsenovics Atambajev (kirgiz és orosz betűkkel: Алмазбек Шаршенович Атамбаев) (Arasan, 1956. szeptember 17. –) kirgiz politikus, mérnök-közgazdász.

## Életpályája
1980-ban szerzett mérnök-közgazdász diplomát Moszkvában, ezt követően a kirgiz távközlési minisztérium vállalatainál dolgozott, aztán a köztársaság legfelső Tanácsában referens, majd egy fővárosi kerület tanácselnök-helyettese lett. Később átigazolt az üzleti életbe. Egy kiadó élén olyan sikerkönyvek orosz fordításának jogát szerezte meg, mint például az amerikai-olasz Mario Puzo maffiatrilógiája. Ezzel annyi pénzt keresett, hogy komoly kirgiz vállalatokban tudott részesedést venni. vezérigazgatója, majd elnöke lett a Kirgizavtomas nehézipari cégcsoportnak, 2004-ben pedig felkerült a száz leggazdagabb kirgiz listájára. Nős, hat gyermeke van.

## Közéleti tevékenysége
1993-ban megalapította a szociáldemokrata pártot, 1995-ben bekerült a parlamentbe, öt év elteltével pedig már elnökjelölt volt, a választáson azonban csak harmadik lett. 2005-ben részt vett az úgynevezett tulipános forradalomban, amely lemondásra kényszerítette Aszkar Akajev elnököt, majd újra pályázni akart az államfői posztra, de visszalépett. Így került hatalomra Kurmanbek Bakijev, akitől megkapta az ipari miniszteri tárcát. 2006. április 21-én lemondott, miután megtagadta annak az elnöki utasításnak a végrehajtását, mely szerint kormányzati tisztségviselők nem lehetnek politikai pártok tagjai. Azzal vádolta meg a kormányt, hogy nem harcol eredményesen a korrupció és a szervezett bűnözés ellen.
2007 tavaszán mégis visszatért a kormányba, ezúttal miniszterelnökként, ám Bakijev fél év múlva leváltotta. 2009 júliusában már ellenzéki színekben indult az elnökválasztáson, de a tömeges választási csalásokra hivatkozva visszalépett. A választási bizottság ezt törvényellenesnek ítélte meg, így a megmérettetésben a szavazatok 8,39%-át szerezte meg. Miután 2010-ben a népharag elüldözte Bakijevet, az addigi ellenzékiek kerültek az ország élére. Előbb miniszterelnök-helyettesként, majd kormányfőként köztük volt Atambajev is.
A 2011 októberében tartott kirgiz elnökválasztásokon fényes sikert aratott, a szavazatok több mint 63%-át szerezte meg. Atambajevet december 1-jén iktatták be tisztségébe,  aki a Szovjetunió felbomlása óta először vette át békésen a hatalmat.
2017. végén távozott a hatalomból, mivel a hatályos alkotmány előírásai miatt – ami csak hatéves ciklust engedélyez – nem indulhatott újra az elnöki posztért.